# Pechowy trop
Pechowy trop (ang.: Trackdown: Finding the Goodbar Killer), amerykański kryminał z 1983 roku.

## Opis fabuły
Pewnego noworocznego dnia zostaje bestialsko zamordowana, w swoim własnym mieszkaniu, młoda nauczycielka Mary Alice Nolan. Prowadzący dochodzenie John Grafton (George Segal) znajduje w mieszkaniu zamordowanej portret marynarza Popeye'a. Odszukuje portrecistę, który wykonał ten szkic i dowiaduje się od malarza, że zamówienie na Popeye'a otrzymał od dwóch mężczyzn, których twarze potajemnie naszkicował w swoim bloku. Wspólnie z Logan Gay (Shelley Hack) – koleżanką zamordowanej, Grafton przeszukuje dyskoteki, nocne kluby i restauracje z podobizną obu mężczyzn, starając się znaleźć jakiś ślad. Alan Cahill (Barton Heyman) w tym czasie składa zeznanie, że jego przyjaciel John Charles Turner (Shannon Presby) zwierzył się, że zamordował młodą kobietę.